# Ієрархічна структура ресурсів
В управлінні проектами ієрархічна структура ресурсів (англ. Resource breakdown structure, RBS) — ієрархічний перелік ресурсів, пов'язаних за функцією та типом ресурсів, який використовується для полегшення планування та контролю роботи над проектом.  Ієрархічна структура ресурсів включає, як мінімум, кадрові ресурси, необхідні для успішного завершення проекту, і переважно містить усі ресурси, на які будуть витрачені кошти проекту, включаючи персонал, інструменти, машини, матеріали, обладнання, збори та ліцензії. Гроші не вважаються ресурсом в RBS; включаються лише ті ресурси, які будуть коштувати грошей. 

## Визначення
Призначувані ресурси, такі як персонал, зазвичай визначаються з функціональної точки зору: "хто" виконує роботу, визначається виходячи з їх ролі в рамках проекту, а не їх відділу чи ролі в материнських компаніях. У деяких випадках може бути кращим географічний поділ. Кожен низхідний (нижчий) рівень представляє все більш детальний опис ресурсу до тих пір, поки не буде достатньо малим, щоб його можна було використовувати разом із структурою розбивки на роботу (WBS), щоб дозволити планувати, контролювати та контролювати роботу. 

### Приклад
У звичайній практиці в RBS перераховані лише невитратні (тобто товари тривалого користування). Приклад ієрархії ресурсів: 
```
1. Engineering
  1.1 Mr. Fred Jones, Manager
     1.1.2 Ms. Jane Wagner, Architectural Lead
     1.1.3 Software Design Team and Resources
        1.1.3.1 Mr. Gary Neimi, Software Engineer 
        1.1.3.2 Ms. Jackie Toms, UI Designer
        1.1.3.3 Standard Time Timesheet (timesheet and project tracking software)
        1.1.3.4 Microsoft Project (project scheduling)
        1.1.3.5 SQL Server (database)
     1.1.4 Hardware Architecture Team and Resources
        1.1.4.1 Ms. Korina Johannes, Resource Manager
        1.1.4.2 Mr. Yan Xu, Testing Lead
        1.1.4.3 Test Stand A
            1.1.4.3.1 SAN Group A
            1.1.4.3.2 Server A1
        1.1.4.4 Test Stand B
            1.1.4.4.1 SAN Group B
            1.1.4.4.2 Server B1

```

 Як людські, так і фізичні ресурси, такі як програмне забезпечення та інструменти тестування, наведені у прикладі вище. Номенклатура - це пронумерований ієрархічний список відступних шарів, кожен рівень додає додаткову цифру, що представляє. Наприклад, числові мітки (1.1, 1.1.2) роблять кожен ресурс унікальним для ідентифікації. 

## Використання в Microsoft Project
Поля RBS (також відома як структура розбивки користувача) у файлі проекту спеціально кодується адміністратором цього проекту, як правило, менеджером проекту . Іноді в більшому проекті призначається адміністратор прем'єр-міністра, який буде сам керувати інструментом Project. Це поле називається Enterprise Resource Outline Code і воно підпадає під одну з двох категорій, RBS (поле ресурсу) та RBS (поле призначення). Це поля високого рівня, які вимагають від менеджерів, які знають, для чого вони будуть використовуватися з точки зору організації. 